# Kafr Misr
Kafr Misr (hebr. כפר מצר; arab. كفر مصر; ang. Kafar Misr) – wieś arabska położona w Samorządzie Regionu Bustan al-Mardż, w Dystrykcie Północnym, w Izraelu.

## Położenie
Kafr Misr jest położona na wysokości od 100 do 130 m n.p.m. na wyżynnym płaskowyżu Ramot Jissachar w Dolnej Galilei, w północnej części Izraela. Leży w odległości 5 km na południowy wschód od Góry Tabor, na północnych zboczach góry Gazit. Ze wsi rozciąga się widok na dolinę Wadi Bireh, znaną również jako dolinę strumienia Nachal Tawor. W jej otoczeniu znajdują się kibuce Gazit i En Dor, moszaw Kefar Kisch, oraze wsi At-Tajjiba i Tamra. Na zachód od wsi jest położona strefa przemysłowa Alon Tawor oraz baza wojskowa Na’ura.
Kafr Misr jest położona w Samorządzie Regionu Bustan al-Mardż, w Poddystrykcie Jizreel, w Dystrykcie Północnym Izraela.

## Historia
Wykopaliska archeologiczne wykazały, że w okolicy istniała osada pochodząca z końca okresu rzymskiego i okresu bizantyjskiego. Z tego okresu zachowały się pozostałości basenu na wodę i fragmenty ceramiki. Odnaleziona synagoga z III wieku jest dowodem istnienia społeczności żydowskiej. Budynek synagogi uległ zniszczeniu podczas trzęsienia ziemi w IV wieku. Prawdopodobnie został odbudowany jako kościół.
Współczesna wieś została założona na początku XIX wieku przez Egipcjan, którzy przybyli do Palestyny w czasach podbojów Ibrahima Paszy. W kolejnych latach ludność ta przemieszała się z okolicznymi plemionami arabskimi. Po I wojnie światowej w 1918 roku cała Palestyna przeszła pod panowanie Brytyjczyków. Utworzyli oni w 1921 roku Brytyjski Mandat Palestyny. W poszukiwaniu skutecznego rozwiązania narastającego konfliktu izraelsko-arabskiego w dniu 29 listopada 1947 roku została przyjęta Rezolucja Zgromadzenia Ogólnego ONZ nr 181. Zakładała ona między innymi, że wieś Kafr Misr miała znaleźć się w granicach nowo utworzonego państwa żydowskiego. Arabowie odrzucili tę rezolucję i dzień później doprowadzili do wybuchu wojny domowej w Mandacie Palestyny. W trakcie jej trwania rejon wioski zajęły siły żydowskiej organizacji paramilitarnej Hagana, jednak mieszkańcy Kafr Misr utrzymywali dobre stosunki z Żydami. W wyniku I wojny izraelsko-arabskiej wieś Kafr Misr znalazła się w granicach państwa Izrael.

## Demografia
Wieś Kafr Misr jest zamieszkała przez Arabów:

## Gospodarka i infrastruktura
Gospodarka wsi opiera się na rolnictwie. We wsi znajduje się przychodnia zdrowia i sklep wielobranżowy.

## Transport
Przez wieś przechodzi droga nr 7276, którą jadąc na południowy wschód dojeżdża się do kibucu Gazit, a jadąc na północ dojeżdża się do kibucu En Dor i moszawu Kefar Kisch, i dalej do drogi ekspresowej nr 65.

## Edukacja i kultura
We wsi znajduje się szkoła podstawowa.

## Turystyka
Dużą atrakcją turystyczną jest położony na wschodzie rezerwat przyrody Nachal Tawor. Strumień przepływa tutaj przez głęboki bazaltowy kanion, w którym tworzy małe wodospady. Na terenie rezerwatu wytyczono piesze szlaki turystyczne. Aby uniknąć zniszczenia unikalnego krajobrazu wytyczono w rezerwacie tylko kilka dróg, które są dostępne dla samochodów terenowych.